# Huaxmole
El huaxmole (/waʃ'mole/) o mole de huaje es un guiso típico del centro de México con multitud de variantes regionales, muy diferentes entre sí, cuya característica principal es el uso de semillas de guaje o huaje (Leucaena leucocephala). 
En la Mixteca poblana se conoce también como mole de caderas y se prepara a base de carne de chivo, chile costeño y huaje. Cuando no es posible conseguir la carne de cabra, se puede utilizar carnero o res. Es un nahuatlismo que tiene su origen en el vocablo huaxmolli, que literalmente significa guiso de huaje. 
El huaxmole tiene una función ritual y se sirve sólo en algunas fiestas. No es una comida que se consuma de ordinario en las comunidades mixtecas, en parte por lo oneroso de su preparación (hay que recordar que la Mixteca es una de las zonas más pobres de todo México). Sin embargo, en las ciudades de Izúcar de Matamoros y Acatlán de Osorio es posible encontrarlo en algunas fondas que expenden comida corrida.